# 대한민국의 공정거래위원회 부위원장
공정거래위원회 부위원장(公正去來委員會 副委員長)은 위원장을 보좌하는 직위로, 차관급 정무직공무원으로 보한다.

## 임명
- 공정거래위원회 부위원장은 대통령이 임명한다.

## 역할
- 공정거래위원회 부위원장은 위원장을 보좌하여 소관사무를 처리하고 소속공무원을 지휘·감독하며, 위원장이 사고로 직무를 수행할 수 없으면 그 직무를 대행한다.

## 역대 부위원장

### 공정거래위원회 부위원장
| 정부        | 대수           | 이름                              | 임기                               | 비고            |
| ----------- | -------------- | --------------------------------- | ---------------------------------- | --------------- |
| 노태우 정부 | -              |                                   | 1990년 1월 29일 ~ 1993년 8월 24일  | 공석            |
| 김영삼 정부 | -              | 전윤철(田允喆)                    | 1993년 8월 25일 ~ 1994년 2월 3일   | 직무대행        |
| 김영삼 정부 | -              | 이강우(李康雨)                    | 1994년 2월 4일 ~ 1994년 9월 4일    | 직무대행        |
| 김영삼 정부 | -              | 이남기(李南基)                    | 1994년 9월 16일 ~ 1994년 12월 29일 | 직무대행        |
| 김영삼 정부 | 직무대행       | 전윤철(田允喆)                    | 1994년 12월 30일 ~ 1995년          |                 |
| 김영삼 정부 | 초대           | 전윤철(田允喆)                    | 1995년 ~ 1995년 12월 25일          |                 |
| 김영삼 정부 | 직무 대행      | 김선옥(金善玉)                    | 1996년 1월 10일 ~ 1996년 3월 7일   |                 |
| 김영삼 정부 | 2대            | 김선옥(金善玉)                    | 1996년 3월 8일 ~ 1996년 6월 3일    | 차관급으로 격상 |
| 김영삼 정부 | 3대            | 이강우(李康雨)                    | 1996년 6월 4일 ~ 1998년 7월 31일   |                 |
| 김대중 정부 | 3대            | 이강우(李康雨)                    | 1996년 6월 4일 ~ 1998년 7월 31일   |                 |
| 4대         | 이남기(李南基) | 1998년 8월 4일 ~ 2000년 8월 6일   |                                    |                 |
| 5대         | 김병일(金炳日) | 2000년 8월 11일 ~ 2002년 2월 3일  |                                    |                 |
| 6대         | 윤영대(尹英大) | 2002년 2월 5일 ~ 2003년 3월 15일  |                                    |                 |
| 노무현 정부 | 7대            | 조학국(趙學國)                    | 2003년 3월 17일 ~ 2005년 7월 27일  |                 |
| 노무현 정부 | 8대            | 강대형(姜大衡)                    | 2005년 7월 28일 ~ 2006년 8월 8일   |                 |
| 노무현 정부 | 9대            | 김병배(金炳培)                    | 2006년 8월 9일 ~ 2008년 3월 13일   |                 |
| 이명박 정부 | 10대           | 서동원(徐東源)                    | 2008년 3월 14일 ~ 2009년 8월 13일  |                 |
| 이명박 정부 | 11대           | 손인옥(孫寅玉)                    | 2009년 8월 14일 ~ 2011년 1월 2일   |                 |
| 이명박 정부 | 12대           | 정재찬(鄭在燦)                    | 2011년 1월 3일 ~ 2014년 1월 2일    |                 |
| 박근혜 정부 | 12대           | 정재찬(鄭在燦)                    | 2011년 1월 3일 ~ 2014년 1월 2일    |                 |
| 13대        | 김학현(金學炫) | 2014년 1월 22일 ~ 2017년 1월 31일 |                                    |                 |
| 14대        | 신영선(辛榮善) | 2017년 2월 1일 ~ 2018년 1월 18일  |                                    |                 |
| 14대        | 신영선(辛榮善) | 2017년 2월 1일 ~ 2018년 1월 18일  | 문재인 정부                        |                 |
| 15대        | 지철호(池澈湖) | 2018년 1월 19일 ~ 2020년 8월 14일 |                                    |                 |
| 16대        | 김재신(金在信) | 2020년 8월 18일 ~ 2022년 6월 2일  |                                    |                 |
| 윤석열 정부 | 17대           | 윤수현(尹守鉉)                    | 2022년 6월 3일 ~ 2023년 7월 6일    |                 |
| 윤석열 정부 | 18대           | 조홍선(曺洪善)                    | 2023년 7월 7일 ~ 2025년 6월 26일   |                 |
| 이재명 정부 | 19대           | 남동일(南東一)                    | 2025년 6월 26일 ~                  |                 |

## 같이 보기
- 공정거래위원회
- 공정거래위원회 위원장
- 공정거래위원회 상임위원